# 樋江井忠臣
樋江井 忠臣（ひえい ただおみ）は、日本の元アマチュア野球選手（投手）。

## 経歴
中京高校では1年の秋からエースとして活躍。1969年夏の甲子園県予選準決勝に進むが東邦高に敗退。1970年の春の選抜に出場。2回戦（初戦）で鳴門高の落合登、笹本信二のバッテリーに抑えられ敗退。同年春季中部大会決勝に進むがエース池谷公二郎を擁する静岡商に敗れる。同年夏も県予選決勝に進むが、またも東邦高の水谷啓昭に0-1で完封負けを喫する。
1970年のドラフト会議でロッテオリオンズに1位指名されたが、入団を拒否し、高校卒業後は三協精機に入社した。1972年のドラフト会議でも、読売ジャイアンツに8位指名されたが、入団に至らなかった。玉井信博がプロ入りした後は、大塚喜代美との二本柱で投手陣を支える。1974年の第1回社会人野球日本選手権では、準決勝で三菱重工広島に完投勝利。決勝で大塚が日本鋼管福山を完封し優勝を飾る。その後も都市対抗などで活躍するが故障が多く、伊藤弘利、上田芳央ら好投手の加入もあって1978年には一塁手に転向。しかし会社の業績不振により同年に野球部は休止となった。